# ヴァン・ラモン円

ヴァン・ラモン円、6つの円の中心Ab, Ac, Bc, Ba, Ca, Cbを通る。

ユークリッド幾何学において、ヴァン・ラモン円（ヴァン・ラモンえん、英: van Lamoen circle）またはヴァン・ラモーエン円、ヴァン・ラムーン円は、三角形に対して定義される円の一つである。 
A, B, Cを三角形の頂点、Ma, Mb, McをBC, CA, ABの中点、Gを三角形の重心とする。
6つの円AGMc, BGMc, BGMa, CGMa, CGMb, AGMbの中心は同一円周上にある。この円を三角形のヴァン・ラモン円という。

## 歴史
ヴァン・ラモン円の名称は2000年にヴァン・ラモン円に関する問題を提起した フロアー・ヴァン・ラモン に由来する。2001年と2002年にそれぞれ、 Kin Y. Li と the Amer. Math. Monthly の編集者が、独自に証明した。

## 性質
ヴァン・ラモン円の中心はクラーク・キンバリングの Encyclopedia of Triangle Centers 内で、 X(1153)として登録されており、三線座標は次の式で与えられる。
{\displaystyle f(a,b,c):f(b,c,a):f(c,a,b)}
ただし
{\displaystyle f(a,b,c)=bc(13a^{2}(b^{2}+c^{2})+10b^{2}c^{2}-10a^{4}-4b^{4}-4c^{4})}
2003年、Alexey Myakishev とPeter Y. Wooは以下の定理を発表した。
Pが垂心か重心であることと、Pのチェバ線をAA', BB', CC'として6つの円APB', APC', BPC',  BPA', CPA', CPB'の中心が同一円周上にあることは同値である。
2005年、Nguyen Minh Ha はこの定理のより単純な証明を与えた。